# 清水大輔 (作曲家)
清水 大輔（しみず だいすけ、1980年 - ）は、日本の作曲家である。作品は吹奏楽曲が多い。16歳から独学で作曲を始め、2002年に昭和音楽大学短期大学部を卒業。作曲を藤原嘉文に師事。

## 受賞歴
- 2016年 JBA下谷賞 「この優しく、暖かい世界 〜アンディ・カフスマンのための音楽〜」[3]
- 2021年 スーザ/ABAオストウォルド賞 最終選考[4]「Immortal Anthem」[5]
- 2023年 第4回世界吹奏楽協会国際作曲コンテスト 第2部門「グレード3-4の吹奏楽」最終選考 「空を削るもの」[6][7][8]
- 2024年 第5回世界吹奏楽協会国際作曲コンテスト 第2部門「グレード4-4.5の吹奏楽」佳作 「ZAPPING」[9]

## 作風
強く影響を受けた作曲家としてジョン・ウィリアムズを挙げており、映画音楽を思わせるような作品が多いのが特徴。最近では現代音楽風の曲も多い。

## 作品

### 吹奏楽曲
- ファンタジー・アンド・ダンス
- タングルウッド・オーヴァーチュア（昭和ウインドオーケストラ委嘱）
- マーチ「ギブ・ア・プライズ・トゥ・ウィナー」
- 組曲「千年一夜」（昭和ウインドオーケストラ委嘱）
- サクソフォーン協奏曲「インフィニティー・パワー」（昭和ウインドオーケストラ委嘱）
- マン・オン・ザ・ムーン（神奈川県立大原高等学校吹奏楽部委嘱）
- セレブレイト（自由演奏会委嘱）
- ニューヨーク 2001/09/11
- そこに音楽を...（神奈川県立大磯高等学校吹奏楽部委嘱）
- 仲間たちへ（大磯ウインドアンサンブル委嘱）
- スリーパーズ（神奈川県立大原高等学校吹奏楽部委嘱）
- インプルーヴィング・ダンス（昭和ウインドオーケストラ委嘱）
- ドリームズ・ゴー・オン（神奈川県立大原高等学校吹奏楽部委嘱）
- スピリット・オブ・セントルイス（栄区民吹奏楽団委嘱、第1回「風雅」参加）
- 原石の未来（昭和ウインドオーケストラ委嘱）
- VOZ QUE A TERRA〜大地を揺るがす声（神奈川県立大原高等学校吹奏楽部委嘱）
- ネクスト・エンジェルス〜アルトサクソフォーンと吹奏楽の為に〜（航空自衛隊中部航空音楽隊委嘱）
- I will... ～for Wind Ensemble～（航空自衛隊中部航空音楽隊委嘱、第10回「響宴」参加[10][11]）
- コピー・オブ・ソウル（神奈川県立綾瀬高等学校吹奏楽部委嘱）
- 地図の無い果てしなき旅（神奈川県立岡津高等学校吹奏楽部委嘱、第2回「風雅」参加）
- アレックス教授の冒険物語（陸上自衛隊東部方面音楽隊委嘱）
- 増えては消える音の輪 ～吹奏楽の為の祝典前奏曲～（ヴェントムジカオルケストラ委嘱）
- 無限の音世界
- クラリネット協奏曲〜黒豹の風〜（航空自衛隊中部航空音楽隊委嘱）
- 決戦の運命（ウィンドアート出版委嘱、第3回「風雅」参加）
- Heart Strings〜生命の詩（神奈川県立大原高等学校吹奏楽部委嘱）
- 天井画〜鳳凰（神奈川県立平塚江南高等学校委嘱、第3回「風雅」参加）
- すべての答え〜The Answer to Life（ヤマハ吹奏楽団浜松委嘱）
- ネクスト・エンジェルス〜吹奏楽のために（山形ブラスオルケスター委嘱）
- その時見た夢（平塚市文化財団委嘱）
- ロスト・ムーン〜マン・オン・ザ・ムーン・エピソード2〜（横浜栄区民吹奏楽団委嘱）
- Fanfare of Eight（第4回「風雅」参加）
- ANNIVERSARY BEAT!（第4回「風雅」参加）
- 闇は銀色に光りだす（第4回「風雅」参加）
- ニューヨークのロマンス
- 夢のような庭
- TAONGA（東京都立杉並高等学校吹奏楽部委嘱）
- 空へ舞う蝶（甲斐市敷島吹奏楽団委嘱）
- All Your Life 〜君が人生のすべて〜（山形県立米沢商業高等学校吹奏楽部委嘱）
- アストロラーベ（川口市・アンサンブルリベルテ吹奏楽団委嘱、第15回「響宴」参加[12][13][11]）
- SEA OF WISDOM〜知恵を持つ海〜
- コンサートマーチ「S.S.F」（平塚市立春日野中学校吹奏楽部委嘱、第11回東日本学校吹奏楽大会 初出場記念）
- ネイチャー・アンド・ライフ (Nature and Life) （台湾台北市一夫楽集房角石吹奏楽団委嘱）
- 行進曲「理想の海へ」（第16回「響宴」参加[14][11]）
- 蒼氓愛歌～三つの異なる表現で～（ソノーレ・ウィンドアンサンブル委嘱、第17回「響宴」参加[15][16]
- 神々の系図 ～神と人間が共存する土地へ～（宮崎市民吹奏楽団委嘱、第18回「響宴」参加[17][18][11]）
- この優しく、暖かい世界 ～アンディ・カウフマンのための音楽～（第19回「響宴」JBA下谷賞受賞[19][11]）
- Immortal Anthem（シエナ・ウインド・オーケストラ委嘱。2021年スーザ/ABAオストウォルド賞最終選考）
- 空を削るもの（神奈川県立厚木高等学校吹奏楽部委嘱。第4回世界吹奏楽協会国際作曲コンテスト 第2部門「グレード3-4の吹奏楽」最終選考）
- ZAPPING（ヴェントムジカオルケストラ委嘱。第5回世界吹奏楽協会国際作曲コンテスト 第2部門「グレード4-4.5の吹奏楽」佳作)

### 室内楽作品
- 「フェイト」〜サクソフォーンとピアノのための
- サクソフォーンとピアノのための「最後に人が思うことは…」
- ソナタ〜サクソフォーンとピアノのための
- 「タイム・スペース...タイム・フロー...」〜テューバとピアノのための
- 「ダンス・リフォーマー」〜ユーフォニアム&テューバ・アンサンブル
- 「ループ・サウンド」〜トロンボーンとピアノのための
- 「スーン」〜サクソフォーン・カルテットのための
- 「アトナール」〜無伴奏クラリネットのために
- 「アトナール」〜無伴奏フルートのために
- 無限に輝く空〜金管八重奏のための
- エチュード〜テューバ&バス・クラリネットのために
- 薫風〜無伴奏ソプラノ・サクソフォーンのために
- 「フェルト・プンクテ・グルッペン」〜サクソフォーン・カルテットのために
- 「ラピッドスパイダー」〜サクソフォーン・カルテットのために
- 「多重人格回路」〜無伴奏クラリネットのために
- 乱反射〜ユーフォニウム・テューバ・アンサンブルのために（テュービアム委嘱）
- シンプル・ギフト〜クラリネット・クワイヤーのために（昭和音楽大学クラリネットクワイヤー委嘱）
- Next Angels ～for Alto Saxophone & Piano

### 編曲作品
- 「ディズニー・ファンタジー」〜サクソフォーン・カルテットのための
- 「ウィ・アー・オール・アローン」〜サクソフォーンとピアノのための
- 組曲「スター・ウォーズ」より“運命の戦い”
- 「パイレーツ・オブ・カリビアン/呪われた海賊たち」

## ディスコグラフィー
- 2006年11月『清水大輔作品集vol.1「スプリット・オブ・セントルイス」』（スペースコーポレーション）
  - 指揮：福本信太郎 演奏：川口市アンサンブルリベルテ吹奏楽団
- 2009年3月『清水大輔作品集vol.2「ロスト・ムーン～マン・オン・ザ・ムーン・エピソード2」』（バンドパワー）
  - 指揮：佐藤正人 演奏：尚美ウインドオーケストラ
- 2010年3月『清水大輔 吹奏楽作品集「Another Face」』（バンドパワー）
  - 指揮：清水大輔、谷 清貴、初田和司、廣岡圭司 演奏：一条高校吹奏楽部、奈良育英学園吹奏楽部、橿原高校吹奏楽部
- 2011年5月『「サクソフォーン・ダイヴ」清水大輔サクソフォーン作品集』
  - 演奏：ヴィーヴ! サクソフォーン･クヮルテット
- 2021年3月『清水大輔 吹奏楽作品集「umi no oto」』（ロケットミュージック）[20]
  - 指揮：北村善弘(1等海尉)、岩田知明 (1等海尉) 歌：三宅由佳莉(2等海曹) 演奏：海上自衛隊横須賀音楽隊

### 作品収録アルバム（CD）
- 2005年3月 『カフアセレクション2005吹奏楽コンクール自由曲選「エブリデイ・ヒーロー」』
  - 指揮：加養浩幸 演奏：航空自衛隊西部航空音楽隊
- 2006年2月 『ニュー・オリジナル・コレクションVol.1「写楽」』
  - 指揮：菅原茂 演奏：陸上自衛隊中央音楽隊
- 2006年5月『ウインドアートニューコレクションVol.1「ラス・ボラス・グランデス」』
  - 指揮：鈴掛直子 演奏：千葉県立成田国際高等学校吹奏楽部
- 2006年7月『ブラーム･アンサンブル･シリーズ VOL.1「無限に輝く空 」邦人作家ブラスアンサンブル作品集』
  - 演奏：Bess Concept
- 2007年1月『「ナスカ」地上に描かれた遥かなる銀河 』
  - 指揮：八木澤教司 演奏：ストラウス・ブラス・オルケスタ
- 2007年4月『ええとこどりvol.1「 樽屋 雅徳 ～トビアスの家を去る大天使ラファエル～」』
  - 指揮：木村吉宏 演奏：フィルハーモニック・ウインズ大阪
- 2007年5月『「ザ・リング・オブ・ブロッガー」ウインドアートニューコレクション 2007』
  - 指揮：坂田雅弘 演奏：埼玉県立与野高等学校吹奏楽部
- 2015年3月『希望〜Songs for Tomorrow』
  - 指揮：手塚裕之 歌：三宅由佳莉 演奏：海上自衛隊東京音楽隊

## 主な委嘱依頼主
- シエナ・ウインド・オーケストラ - 運命の闘い（編曲）、パイレーツ・オブ・カリビアン（編曲）、Immortal Anthem（吹奏楽曲）
- なにわ《オーケストラル》ウィンズ - 夢のような庭（吹奏楽曲）
- 陸上自衛隊東部方面音楽隊 - アレックス教授の冒険物語（吹奏楽曲）
- 航空自衛隊中部航空音楽隊 - I will...（吹奏楽曲）、ネクスト・エンジェルス（ソロサクソフォーン&吹奏楽）
- 昭和ウインドオーケストラ - タングルウッド・オーヴァーチュア（吹奏楽曲）他多数
- ヤマハ吹奏楽団浜松 - すべての答え（吹奏楽曲）
- 神奈川県立大原高等学校吹奏楽部 - マン・オン・ザ・ムーン（吹奏楽曲）他多数
- 横浜栄区民吹奏楽団 - ロスト・ムーン　マン・オン・ザ・ムーン エピソード2（吹奏楽曲）、スピリット・オブ・セントルイス（吹奏楽曲）
- 甲斐市敷島吹奏楽団 - Soaring Butterfly-空へ舞う蝶（吹奏楽曲）、甲斐の虎　〜武田信玄、天下取りへの道〜（吹奏楽曲、バンド・パワー）
- ヴェントムジカオルケストラ - コンポーザー・イン・レジデンスを務める。ZAPPING（吹奏楽曲）他
- 国分寺市立第五中学校 - 夢の生まれる場所
- 台湾台北市一夫楽集房角石吹奏楽団 ネーチャー・アンド・ライフ (Nature and Life)（吹奏楽曲、未出版）